# Happy Bottom Riding Club
L'Happy Bottom Riding Club était un ranch hôtelier et un restaurant géré par l'aviatrice Pancho Barnes près de la base aérienne Edwards de l'United States Air Force dans la vallée d'Antelope, dans le désert des Mojaves, en Californie. Barnes et le club figurent tous les deux dans le livre de Tom Wolfe L'Étoffe des héros (1979) et son adaptation cinématographique de 1983.
Également connu sous le nom de Rancho Oro Verde Fly-Inn Dude Ranch, l'établissement était un lieu de prédilection pour les pilotes d'essai et l'élite hollywoodienne dans les années 1940, comptant plus de 9 000 membres dans le monde entier au sommet de sa popularité.
Lorsque la force aérienne américaine a l'intention d'acheter le club afin d'étendre les pistes de la base, une longue et controversée série de poursuites judiciaires suivit. Barnes remporte finalement ces poursuites, mais le club est détruit par un incendie dans les années 1950 et ses plans de le rouvrir dans un endroit voisin ne se sont jamais concrétisés.